# جی‌بی‌یو-۲۷ پیووی ۳
جی بی یو-۲۷ پیووی ۳ (انگلیسی: GBU-27 Paveway 3) یک بمب هدایت لیزری با قابلیت سنگرشکنی است.
یک بمب هدایت‌شونده با قابلیت نفوذ در اهداف سخت موسوم به (بانکر-باستر) است. این بمب، یک نسخه‌ اصلاح‌شده از بمب GBU-24 Paveway III است که از بدنه‌ی بمب نفوذی BLU-109 استفاده میکند و برای استفاده توسط هواپیمای پنهان‌کار F-117A (نایت‌هاوک) طراحی شده است. این بمب توسط خلبانانی که در طول جنگ خلیج فارس بر فراز عراق پرواز می‌کردند، به دلیل قدرت تخریب و شعاع انفجار زیادش، «چکش» نامیده می‌شد.

## سابقه استفاده رزمی
بمب  GBU-27، در عملیات طوفان صحرا مورد استفاده قرار گرفت. یکی از برجسته‌ترین موارد استفاده از آن در، ۱۳ فوریه ۱۹۹۱، در حمله به پناهگاه العامریه در بغداد بود که به کشته شدن بیش از ۴۰۰ غیرنظامی عراقی انجامید. همچنین در همان زمان، از این بمب برای حمله به سایت «المثنی» نیز استفاده شد.
در جریان حملات ناتو به یوگسلاوی در سال ۱۹۹۹، دو بمب GBU-27، برای انهدام برج آوالا در نزدیکی بلگراد، به کار رفتند. در جریان تهاجم سال ۲۰۰۳ به عراق نیز، نیروی هوایی ایالات متحده، ۹۸ بمب از نوع EGBU-27 را بر روی اهداف عراقی پرتاب کرد.
نخستین فروش خارجی این بمب، در سپتامبر ۲۰۰۴ به اسرائیل صورت گرفت که در طی آن، ۵۰۰ واحد از آن که از نوع مجهز به کلاهک جنگی نفوذی BLU-109 بود، تحویل داده شد. تحویل این مهمات در ژوئیه ۲۰۰۶، با سرعت بیشتری انجام شد. گفته می‌شود که نیروهای دفاعی اسرائیل، از این بمب‌ها یا نمونه‌های مشابه آن، برای حمله به تأسیسات حزب‌الله در جنگ ۳۳ روزه استفاده کرده‌اند. منابع نظامی اسرائیل اعلام کردند که فناوری نفوذی این بمب‌ها، ممکن است علیه اهدافی در ایران یا سوریه نیز به کار گرفته شود.
در سال ۲۰۱۱، نیروی هوایی سلطنتی بریتانیا نیز، سفارش استفاده از این بمب‌ها را برای عملیات در لیبی صادر کرد.